# Srnetica (Istočni Drvar)
Srnetica (szerbül: Срнетица) ma lakatlan falu, egykor virágzó település Bosznia-Hercegovinában, Bosanska krajina területén, a Szerb Köztársaságban.

## Fekvése
Bosznia-Hercegovina nyugati részén, Banja Lukától légvonalban 61, közúton 100 km-re délnyugatra, községközpontjától 12 km-re északra, a község északi részén fekszik. Teljes területe a Klekovača hegységben, több mint 1000 méteres magasságban található. Területén folyók nem találhatók. Területén található a Szerb Köztársaság védett természeti értéke, a Lomi esőerdő, amely a köztársaság szigorúan védett természeti rezervátuma. 

## Népessége
| Nemzetiségi csoport | Népesség 1991 | Népesség 2013 |
| ------------------- | ------------- | ------------- |
| Szerb               | 1             | 0             |
| Bosnyák             | 0             | 0             |
| Horvát              | 0             | 0             |
| Jugoszláv           | 0             | 0             |
| Egyéb               | 0             | 0             |
| Összesen            | 1             | 0             |

## Története
Srnetica, bár ma lakatlan, 1976-ig egy 2500 lakosú kisváros volt, ahol 3000 munkás dolgozott. A Srnetica korábban Délkelet-Európa legnagyobb keskeny nyomtávú vasúti csomópontja volt, és mint a „Šipada” munkástelepek egyike, az első világháború kezdete előtt kezdték építeni. A srneticai vasutat az Osztrák-Magyar Monarchia idején építették, hogy megkönnyítsék az erdőről a fa szállítását, amit az akkori kormány teljesen kiaknázott. Srnetica akkoriban fejlett infrastruktúrával és számos épülettel rendelkező város volt. A múlt század elejétől a hetvenes évek végéig naponta több tucat személy- és tehervagon haladt át ezen a helyen. Az egyik szakasz Prijedorba, a másik Jajcába haladt, érdekesség, hogy mindkét szakasz 107 km hosszú volt.
Srneticában a társasági élet jóval fejlettebb volt, mint a környező városokban. A lakosságnak minden feltétel biztosított volt az élethez, és magában Srneticában is rendszeresen tartottak kulturális, sport és különféle egyéb rendezvényeket. A srneticai mozi rendszeresen vetített filmeket, így a Szarajevóban látott filmeket már másnap bemutatták Srneticában. Srneticának volt egy orvosi rendelője három orvossal, és egy olyan gyógyszertára, amely szerintük még Belgrádban sem létezett. A sporttevékenységeket a település sportklubjában végezték, amelyből a futballklub különösen kiemelkedett. Volt egy általános iskola is, amelybe mintegy ötven diák járt. Valamennyien erdészek vagy vasutasok gyermekei voltak. Volt egy korzó is, ahol minden este Kozil irányába és vissza a srneticai fiatalok sétáltak Táncos helyek és számtalan egyéb találkozóhely volt a fiatalok számára. Boszniában itt jelent meg először a gramofon a 20. század harmincas éveiben. A zenét háza ablakából a tűzoltóház vezetője játszotta, és ő volt az egyetlen, akinek verklije volt. Furcsa készülék volt, amin egy fogantyú segítségével forgatták lemezeket és hallgatták a zenét. Srneticából korábban vonattal lehetett eljutni Belgrádba, Zágrábba, Szarajevóba és Ljubljanába. Régen a volt Jugoszlávia összes köztársaságának fővárosából naponta érkezett ide a napi sajtó.
Srneticában a lakhatás céljára szolgáló nagyszámú egyéni és kollektív épület mellett volt egy Szent György tiszteletére szentelt templom, egy bolt, egy étterem, egy klinika, egy önkormányzati hivatal, egy posta, egy gyógyszertár és egy mozi. A vasút 1976-os felszámolása után a lakosság tömegesen költözött ki erről a településről, maga a város pedig elhagyatott lett. Srnetica utolsó lakója Blažo Đaković volt, akit a „Misztrál 2” hadművelet során öltek meg.

## Fordítás
- Ez a szócikk részben vagy egészben  a(z)   Срнетица (Источни Дрвар) című szerb Wikipédia-szócikk ezen változatának fordításán alapul.  Az eredeti cikk szerkesztőit annak laptörténete sorolja fel. Ez a jelzés csupán a megfogalmazás eredetét és a szerzői jogokat jelzi, nem szolgál a cikkben szereplő információk forrásmegjelöléseként.